# Aida Mohamed
Aida Mohamed (* 12. März 1976 in Budapest) ist eine ungarische Florettfechterin.
Aida Mohamed hat Ungarn seit 1996 bei allen Olympischen Spielen vertreten und gehört mit sieben Olympiateilnahmen zu den Rekord-Teilnehmern. Ihre besten Ergebnisse waren dabei vierte Plätze mit der Mannschaft 1996 und 2008 sowie in der Einzelkonkurrenz 2004.
Während der Eröffnungsfeier der Olympischen Sommerspiele 2020 war sie gemeinsam mit dem Schwimmer László Cseh die Fahnenträgerin ihrer Nation.
Bei Welt- und Europameisterschaften hat Aida Mohamed insgesamt elf Medaillen errungen, darunter den EM-Titel mit der ungarischen Florett-Mannschaft 2007.
Sie ist mit dem kanadischen Fünfkämpfer und Degenfechter Laurie Shong verheiratet, mit dem sie zwei Töchter hat.